# Karl August Poth
Karl August Poth (* 16. Juni 1895 in Duderstadt; † 29. Juni 1960 in Holzminden) war ein deutscher Politiker (SPD) und Mitglied des Niedersächsischen Landtages.

## Leben und Wirken
Nach dem Besuch der Volksschule absolvierte Poth eine Lehre als Buchdrucker. Er ging auf Wanderschaft in die Schweiz und nach Österreich. Im Ersten Weltkrieg war er in den Jahren 1915 bis 1918 Kriegsteilnehmer. Nach Ende des Krieges arbeitete er in den Jahren 1920 bis 1933 in seinem erlernten Beruf bei der Oberweser-Volkszeitung. Im Kreisvorstand der SPD wurde er im Jahr 1924 Mitglied und übernahm im Jahr 1929 den Vorsitz. Zudem war er Vorsitzer des Verbandes der Deutschen Buchdrucker (Ortsverwaltung Holzminden) und Vorsitzender im Ortskartell der Freien Gewerkschaft. Nach 1933 wurde er durch SA und SS misshandelt; er war bis 1935 arbeitsunfähig. Erst im Jahr 1936 konnte er seine berufliche Tätigkeit wieder aufnehmen; er arbeitete in Luckenwalde und Duderstadt wieder als Buchdrucker. Zeitweise wirkte Poth auch als Arbeitsrichter. Nach Ende des Zweiten Weltkrieges kehrte er zurück nach Holzminden und war dort für die SPD und für die Gewerkschaft aktiv. Er wurde Stadtverordneter des Kreises Holzminden und dort auch Landrat.
Poth war von 1930 bis 1933 Mitglied des Braunschweigischen Landtages. Vom 20. April 1947 bis 5. Mai 1959 war er Mitglied des Niedersächsischen Landtages (1. bis 3. Wahlperiode).